# Hal Smith
Harold John Smith, detto Hal (Petoskey, 24 agosto 1916 – Los Angeles, 28 gennaio 1994), è stato un attore e doppiatore statunitense.

## Biografia
Nel 1939 sposò Vivian M. Angstadt, di cui rimase vedovo nel 1992; dopo la morte della moglie, la salute di Hal iniziò a peggiorare ed egli morì due anni dopo, nel 1994, a 77 anni per un arresto cardiaco.
I due coniugi ebbero un figlio, Terry, morto nel 1998.

## Filmografia parziale

### Attore

#### Cinema
- Eighteen and Anxious, regia di Joe Parker (1957)

#### Televisione
- General Electric Theater – serie TV, episodio 5x19 (1957)
- Have Gun - Will Travel – serie TV, 4 episodi (1957-1961)
- Indirizzo permanente (77 Sunset Strip) – serie TV, episodio 1x08 (1958)
- Cimarron City – serie TV, episodio 1x20 (1959)
- Bonanza – serie TV, episodio 1x10 (1959)
- Rescue 8 – serie TV, episodio 1x38 (1959)
- Peter Gunn – serie TV, episodi 1x29-2x11-3x01 (1959-1960)
- The Texan – serie TV, 2 episodi (1959-1960)
- Il magnifico King (National Velvet) – serie TV, episodio 1x21 (1961)
- The Andy Griffith Show – serie TV, 32 episodi (1960-1966)
- The Rounders – serie TV, episodi 1x07-1x09 (1966)
- Cimarron Strip – serie TV, episodio 1x12 (1967)
- Il virginiano (The Virginian) – serie TV, episodio 6x21 (1968)
- Lancer – serie TV, episodio 2x24 (1970)
- Ellery Queen – serie TV, episodio 1x03 (1975)
- Le strade di San Francisco (The Streets of San Francisco) – serie TV, 1 episodio (1973)

### Doppiatore
- Il libro della giungla (1967)
- Papà Natale e i due orsetti (1970)
- Le avventure di Winnie the Pooh (1977)
- Braccio di ferro - serie animata (1981-1982)
- Canto di Natale di Topolino (1983)
- Fievel sbarca in America (1986)
- La bella e la bestia (1991)
- Dragon's Lair II: Time Warp (videogioco, 1991)
- Aladdin (1992)